# La Légende de Fong Sai-yuk 2
Série
La Légende de Fong Sai-yuk
(1993)
Pour plus de détails, voir Fiche technique et Distribution.
La Légende de Fong Sai-yuk 2 (方世玉續集 Fong Sai-yuk juk jaap) est un film hongkongais réalisé par Corey Yuen, sorti en 1993.

## Synopsis
Fong Sai-yuk est devenu membre de la société de la Fleur-rouge. Sa première mission est de séduire la princesse Angie pour récupérer une boîte de brocart qui cache un secret concernant le régisseur de la société de la Fleur-rouge. Sa fiancée ne voit pas les choses du même œil, d'autant qu'elle assiste à une épreuve similaire à celle qu'elle a connu elle-même pour ses fiançailles avec Fong Sai-yuk.

## Fiche technique
- Titre : La Légende de Fong Sai-yuk 2
- Titre original : 方世玉續集 (Fong Sai-yuk juk jaap)
- Réalisation : Corey Yuen
- Scénario : Kin Chung Chan et Jay On
- Musique : Lowell Lo
- Pays d'origine : Hong Kong
- Format : Couleurs - 1,85:1 - Mono - 35 mm
- Genre : Action
- Durée : 95 minutes
- Date de sortie : 1993

## Distribution
- Jet Li (VF : Pierre Tessier) : Fong Sai-yuk
- Josephine Siao (VF : Déborah Perret) : Miu Tsui-fa, la mère de Fong Sai-yuk
- Adam Cheng : Chan Kar-lok
- Michelle Reis : Ting-ting
- Amy Kwok : Man Yin
- Corey Yuen : Li Kwok-Bong
- Lung Chan : Macu
- Chi Chuen-hua (VF : Luc Bernard) : Yu Chun-hoi

## Voir également
- 1993 : La Légende de Fong Sai-yuk